# Тіміш (повіт)
Ті́міш (рум. Timiș) — повіт на заході Румунії, у Банаті. Площа 8,7 тисяч км². Населення 683,5 тис. чол. (2011). Адміністративний центр — Тімішоара. Один із найрозвиненіших економічно жудеців країни.

## Адміністративний поділ

### Міста

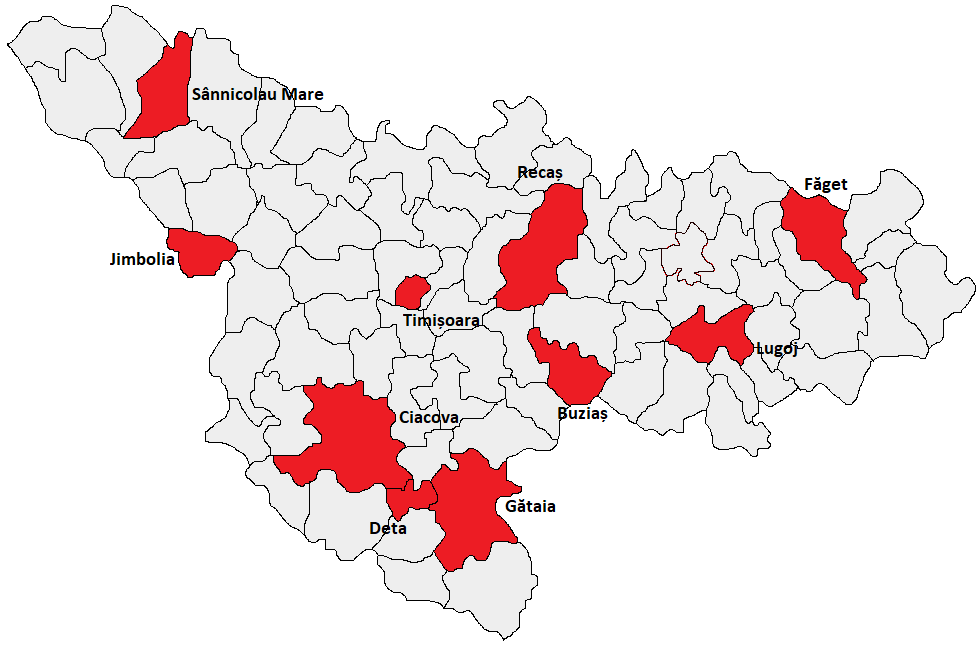
Повіт Тіміш

- Тімішоара
- Лугож
- Синніколау-Маре
- Жимболія
- Бузіаш
- Фаджет
- Дета
- Ґатая
- Рекаш
- Чякова

### Комуни
- Банлок
- Штюка

## Господарство
Виробляє 3,7 % промислової і 5,5 % сільськогосподарської валової продукції країни.
- видобуток нафти, природного газу, лігніту;
- машинобудування;
- хімічна;
- харчова;
- текстильна;
- шкіряно-взуттєва промисловість.

Посіви пшениці, кукурудзи, ячменю, соняшнику, цукрового буряка. Овочівництво, садівництво. Поголів'я (у тисячах, станом на 1975 р.): великої рогатої худоби — 247, свиней −717, овець — 537.